# Kin Shriner
Kin Shriner (* 6. Dezember 1953 in New York City, USA) ist ein US-amerikanischer Schauspieler. Sein Fernsehdebüt gab er 1976 in der Serie Der Sechs-Millionen-Dollar-Mann. Ein Jahr später stieg er in die Seifenoper General Hospital ein. Dort spielte er die Rolle des Scotty Baldwin von 1977–1980, 1982–1993, 2000–2004 und wieder seit 2007.

## Preise und Auszeichnungen
Kin Shriner wurde 1990, 1991, 1993 und 1998 für den Emmy nominiert. Er gewann 1991 und 1999 den „Soap Opera Digest Award“. Weitere 7 Mal wurde er dafür nominiert. 1983 gewann der Schauspieler den „Soapy“.

## Privat
Kin Shriner ist der Sohn des Schauspielers Herb Shriner und der Zwillingsbruder des Schauspielers und Regisseurs Wil Shriner.